# Austis
Austis é uma comuna italiana da região da Sardenha, província de Nuoro, com cerca de 962 habitantes. Estende-se por uma área de 50 km², tendo uma densidade populacional de 19 hab/km². Faz fronteira com Neoneli (OR), Nughedu Santa Vittoria (OR), Olzai, Ortueri, Sorgono, Teti, Tiana.

## Demografia
| Variação demográfica do município entre 1861 e 2011                               |
|                                                                                   |
| Fonte: Istituto Nazionale di Statistica (ISTAT) - Elaboração gráfica da Wikipedia |